# Різьбове з'єднання М39

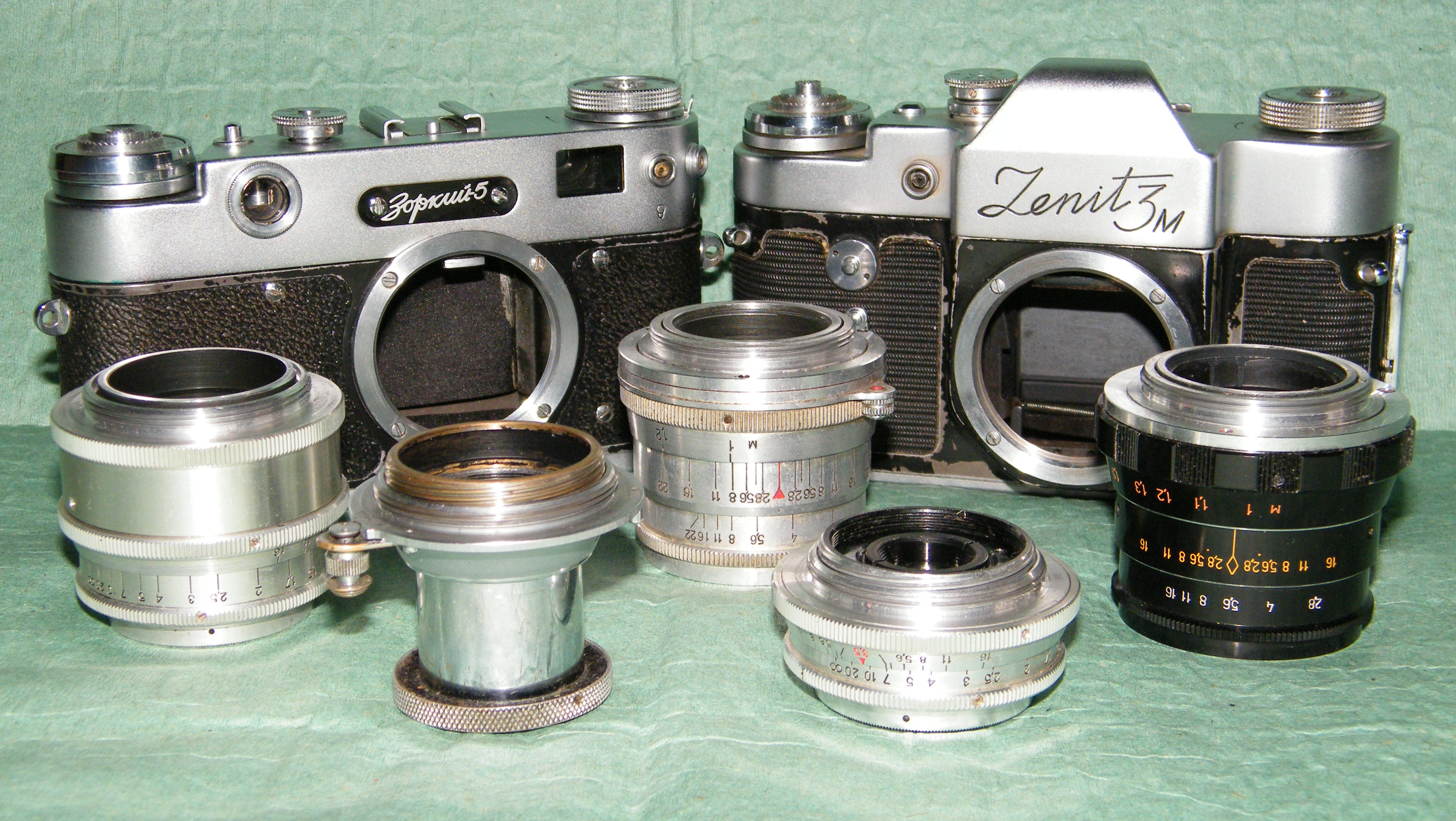
Різьбове з'єднання М39 на радянській фотоапаратурі

Різьбове з'єднання М39 — різьбове з'єднання, що використовується для кріплення об'єктивів до 35 мм камер. Розрізняють 2 типи об'єктивів з даним кріпленням: для дальномірних і дзеркальних камер. Вони не є взаємозамінними, оскільки відрізняються довжиною робочого відрізку: 28,8 мм для дальномірних і 45,2 мм для дзеркальних камер.

## Історія
Різьбове з'єднання М39 вперше з'явилось на далекомірній камері  Leica, для приєднання об'єктива до 35 мм камери. Дзеркальні камери під різбове з'єднання М39 випускалися лише в СРСР. Першою камерою був Зенит, випущений в 1952 році.
До 1970-тих років М39 був фактично стандартом для далекомірних фотокамер для кіноплівки формату 135 (35 мм камери)

## Опис з'єднання
Правильно з'єднання називається М39*1, що означає метричну різьбу, із зовнішнім діаметром різьби 39 мм і кроком різьби 1 мм

## Камери, що використовують різьбу М39
Останніми камерами, які використовували різьбове з'єднання М39 є Voigtländer (Німеччина), ФЕД (СРСР), та Зорький/Зенит (СРСР). Останньою дзеркальною камерою з різьбою М39 був Зенит-Е старших випусків. З 1967 року Зенит випускались із різьбою М42 та байонетом К. У цей час Voigtländere теж перейшов на байонет.